# 16 (numero)
Sedici (cf. latino sedecim, greco ἑκκαίδεκα) è il numero naturale dopo il 15 e prima del 17.

## Proprietà matematiche
- È un numero pari.
- È un numero composto, con 5 divisori: 1, 2, 4, 8, 16. Poiché la somma dei divisori (escluso il numero stesso) è 15 < 16, è un numero difettivo.
- È il quadrato di 4.
- È un numero biquadratico, ossia il quadrato di un quadrato perfetto
- È la quarta potenza di due.
- È un numero pentagonale centrato.
- È un numero poligonale centrale.
- È un numero idoneo.
- È un numero di Ulam.
- È un numero potente.
- È il primo quadrato ad essere la somma di due numeri triangolari in due modi: 16 = 6 + 10 = 1 + 15.
- Eulero dimostrò che l'unica soluzione di {\displaystyle a^{b}=b^{a}} è {\displaystyle 2^{4}}, cioè 16.
- Già i Pitagorici sapevano che 16 è l'unico numero ad essere perimetro ed area dello stesso quadrato.
- È parte delle terne pitagoriche (12, 16, 20), (16, 30, 34), (16, 63, 65).
- È il primo numero di 5 cifre nel sistema numerico binario.
- È un numero palindromo nel sistema di numerazione posizionale a base 3 (121) e un numero a cifra ripetuta in base 7 (22).
- È un numero pratico.
- È un termine della successione di Padovan.

## Chimica
- È il numero atomico dello zolfo (S).

## Astronomia
- 16P/Brooks è una cometa periodica del sistema solare
- 16 Psyche è un asteroide battezzato così in onore alla figura della mitologia romana Psiche.
- 16 è il numero della Nebulosa Aquila nel Catalogo di Messier.
- NGC 16 è una galassia lenticolare della costellazione di Pegaso.

## Astronautica
- Cosmos 16 è un satellite artificiale russo.

## Autovetture
- Renault 16 - modello d'autovettura
- Fiat Sedici - modello di autovettura
- Rover 16 - modello d'autovettura

## Simbologia

### Smorfia
- Nella smorfia il numero 16 è il deretano.

## Convenzioni

### Sport
- Il 16 è stato il numero di maglia di Joe Montana, quarterback dei San Francisco 49ers degli anni ottanta.
- Il 16 è il numero di maglia di Daniele De Rossi, calciatore della Roma e capitano
- Il 16 è il numero di maglia di Michael Carrick, calciatore del Manchester United
- Il 16 è il numero di maglia di Jakub Blaszczykowski, attuale calciatore del Borussia Dortmund
- Il 16 è il numero di maglia di Pau Gasol, giocatore di pallacanestro dei San Antonio Spurs
- Il 16 è il numero di gara di Charles Leclerc, pilota di Formula 1.

## Televisione
- Nel serial televisivo Lost è uno dei numeri della sequenza dell'equazione di Valenzetti, che gioca un ruolo molto importante nel serial.

## Termini derivati
- Sistema numerico esadecimale
- In sedicesimo (tipografia)